# Leonard Stahl
Leonard Stahl (ur. 18 października 1866 w Podgórzu, zm. 3 grudnia 1929 we Lwowie) – wiceprezydent Lwowa. 

## Życiorys
Kształcił się w C. K. Gimnazjum im. Franciszka Józefa we Lwowie, gdzie w 1884 ukończył VIII klasę i zdał egzamin dojrzałości (w jego klasie byli m.in. Antoni Borzemski, Jan Rucker). Uzyskał stopień naukowy doktora. 
Jako radca prokuratorii skarbu we Lwowie został dyrektorem Towarzystwa Budowy Tanich Domów dla Urzędników we Lwowie. W czerwcu 1911 wybrany II wiceprezydentem Lwowa. Był członkiem Ligi Narodowej przed 1914.
Podczas I wojny światowej po inwazji rosyjskiej 20 czerwca 1915 został przymusowo wywieziony przez władze rosyjskie do Kijowa w grupie zakładników. obrońca Lwowa w listopadzie 1918, ówczesny członek Komitetu Obywatelskiego i Polskiego Komitetu Narodowego we Lwowie, został członkiem powołanego 23 listopada 1918 Tymczasowego Komitetu Rządzącego we Lwowie. Uczestnik wojny polsko-bolszewickiej w 1920, był członkiem prezydium Obywatelskiego Komitetu Wykonawczego Obrony Państwowej we Lwowie i przedstawicielem Obywatelskiego Komitetu Wykonawczego Obrony Państwa w Warszawie w 1920. Członek Rady Naczelnej Związku Ludowo-Narodowego. Członek Prezydium Rady Dzielnicowej Stronnictwa Narodowego. Prezes klubu Czarni Lwów w latach 1913-1924. Został członkiem komitetu pierwszej ogólnopolskiej Wystawy Budowlanej we Lwowie organizowanej we wrześniu 1926 podczas Targów Wschodnich.
Ojciec Zdzisława Stahla. Jego pogrzeb był manifestacją ludności. Został pochowany na Cmentarzu Obrońców Lwowa.

## Odznaczenia
- Krzyż Komandorski Orderu Odrodzenia Polski (2 maja 1923)[14]
- Krzyż Niepodległości – pośmiertnie (19 grudnia 1933, za pracę w dziele odzyskania niepodległości)[15]
- Krzyż Walecznych – dwukrotnie (1922)[16][17]